# تشارلز إيوينغ
تشارلز إيوينغ (بالإنجليزية: Charles Ewing)‏ هو ضابط أمريكي، ولد في 6 مارس 1835 في لانكستر في الولايات المتحدة، وتوفي في 20 يونيو 1893 في واشنطن العاصمة في الولايات المتحدة.